# 1980年夏季奥林匹克运动会塞拉利昂代表团
1980年夏季奥林匹克运动会塞拉利昂代表团是塞拉利昂派出的1980年夏季奥林匹克运动会代表团。